# كونتشيتا سينترون
كونتشيتا سينترون (بالبرتغالية: Conchita Cintrón؛ بالإسبانية: Conchita Cintrón) هي ماتادورة برتغالية وبيروفية، ولدت في 9 أغسطس 1922 في أنتوفاغاستا في تشيلي، وتوفيت في 17 فبراير 2009 في لشبونة في البرتغال بسبب نوبة قلبية.

## وصلات خارجية
- كونتشيتا سينترون على موقع IMDb (الإنجليزية)
- كونتشيتا سينترون على موقع الموسوعة البريطانية (الإنجليزية)